# Do Re Creativa Televisión
Do Re Creativa Televisión fue una programadora y una productora de televisión colombiana fundada por Jimmy Salcedo. Su eslogan era "Do Re Creativa TV la programadora musical de Colombia".

## Historia
Inició sus operaciones en 1979, y esta programadora es recordada por el musical de El Show de Jimmy.
Esta programadora cesó sus labores el 31 de diciembre de 1991. Después se dedicó a la producción de televisión y le alquiló los espacios a otras programadoras como Coestrellas, Proyectamos Televisión y TeVecine. Tras la muerte de su fundador Jimmy Salcedo, en 1992 la programadora fue liquidada a finales de 1993.

## Programas
- El show de Jimmy (musical humorístico)
- Donde nacen las canciones
- (El hospital de la risa) Musiloquisimo
- Mi barrio
- Do Re Miniseries
- El festival de semifuso
- Do Revista
- Nostalgía
- Deseos
- Do Re cheverisimos
- Sueños

## Logotipos
(1979-1980) En un fondo negro aparece un redoblante de color blanco con una flor blanca con la frase Do hacia arriba y Re abajo en minúscula y abajo Creativa Tv
(1980-1991) En un fondo negro aparece una gramática musical indica las notas alrededor del do 3 en el piano de color rosa. Y aparece una nota gramática de color verde en redoblante y una flor hacia arriba con un juego de palabras con las 3 primeras notas de la escala de do mayor, o modo jónico de do formando la palabra Do Re en minúscula de color rosado arriba y más abajo Creativa Tv. de color verde.